# OG Anunoby
Oguogua Anunoby, detto OG (Londra, 17 luglio 1997), è un cestista nigeriano naturalizzato britannico.

## Biografia
Nato ad Harlesden, un quartiere di Londra, da genitori nigeriani, , all'età di 4 anni si trasferì successivamente negli Stati Uniti d'America, a Jefferson City nel Missouri. Dopo l'High School, dal 2015 al 2017 frequentò l'Università dell'Indiana.

## Carriera
Il 23 giugno 2017 durante il Draft NBA 2017 venne selezionato alla 23ª scelta dai Toronto Raptors.
Nel 2022-2023 fu il giocatore con la media più alta di palle rubate nella stagione NBA, con 1,9 a partita.

## Statistiche
| † | Denota le stagioni in cui ha vinto il titolo |
| * | Primo nella lega                             |

### NCAA
| Anno      | Squadra          | PG | PT | MP   | TC%  | 3P%  | TL%  | RP  | AP  | PRP | SP  | PP   |
| --------- | ---------------- | -- | -- | ---- | ---- | ---- | ---- | --- | --- | --- | --- | ---- |
| 2015-2016 | Indiana Hoosiers | 34 | 0  | 13,7 | 56,9 | 44,8 | 47,6 | 2,6 | 0,5 | 0,8 | 0,8 | 4,9  |
| 2016-2017 | Indiana Hoosiers | 16 | 10 | 25,1 | 55,7 | 31,1 | 56,3 | 5,4 | 1,4 | 1,3 | 1,3 | 11,1 |
| Carriera  | Carriera         | 50 | 10 | 17,4 | 56,3 | 36,5 | 52,2 | 3,5 | 0,8 | 1,0 | 0,9 | 6,8  |

#### Massimi in carriera
- Massimo di punti: 21 vs Mississippi Valley State (27 novembre 2016)[5]
- Massimo di rimbalzi: 11 vs Liberty (19 novembre 2016)
- Massimo di assist: 3 (2 volte)
- Massimo di palle rubate: 7 vs Rutgers (15 gennaio 2017)
- Massimo di stoppate: 4 vs Delaware State (19 dicembre 2016)
- Massimo di minuti giocati: 36 vs Kansas (11 novembre 2016)

### NBA

#### Regular Season
| Anno       | Squadra         | PG  | PT  | MP   | TC%  | 3P%  | TL%  | RP  | AP  | PRP  | SP  | PP   |
| ---------- | --------------- | --- | --- | ---- | ---- | ---- | ---- | --- | --- | ---- | --- | ---- |
| 2017-2018  | Toronto Raptors | 74  | 62  | 20,0 | 47,1 | 37,1 | 62,9 | 2,5 | 0,7 | 0,7  | 0,2 | 5,9  |
| 2018-2019† | Toronto Raptors | 67  | 6   | 20,2 | 45,3 | 33,2 | 58,1 | 2,9 | 0,7 | 0,7  | 0,3 | 7,0  |
| 2019-2020  | Toronto Raptors | 69  | 68  | 29,9 | 50,5 | 39,0 | 70,6 | 5,3 | 1,6 | 1,4  | 0,7 | 10,6 |
| 2020-2021  | Toronto Raptors | 43  | 43  | 33,3 | 48,0 | 39,8 | 78,4 | 5,5 | 2,2 | 1,5  | 0,7 | 15,9 |
| 2021-2022  | Toronto Raptors | 48  | 48  | 36,0 | 44,3 | 36,3 | 75,4 | 5,5 | 2,6 | 1,5  | 0,5 | 17,1 |
| 2022-2023  | Toronto Raptors | 67  | 67  | 35,6 | 47,6 | 38,7 | 83,8 | 5,0 | 2,0 | 1,9* | 0,7 | 16,8 |
| 2023-2024  | Toronto Raptors | 27  | 27  | 33,3 | 48,9 | 37,4 | 71,7 | 3,9 | 2,7 | 1,0  | 0,5 | 15,1 |
| 2023-2024  | N.Y. Knicks     | 23  | 23  | 34,9 | 48,8 | 39,4 | 79,1 | 4,4 | 1,5 | 1,7  | 1,0 | 14,1 |
| 2024-2025  | N.Y. Knicks     | 74  | 74  | 36,6 | 47,6 | 37,2 | 81,0 | 4,8 | 2,2 | 1,5  | 0,9 | 18,0 |
| Carriera   | Carriera        | 492 | 418 | 30,2 | 47,4 | 37,5 | 76,1 | 4,4 | 1,7 | 1,3  | 0,6 | 12,9 |

#### Play-off
| Anno     | Squadra         | PG | PT | MP   | TC%  | 3P%  | TL%  | RP  | AP  | PRP | SP  | PP   |
| -------- | --------------- | -- | -- | ---- | ---- | ---- | ---- | --- | --- | --- | --- | ---- |
| 2018     | Toronto Raptors | 10 | 10 | 23,8 | 55,8 | 44,8 | 72,7 | 2,1 | 0,7 | 0,6 | 0,4 | 5,9  |
| 2020     | Toronto Raptors | 11 | 11 | 35,7 | 45,5 | 41,5 | 64,3 | 6,9 | 1,2 | 1,0 | 1,2 | 10,5 |
| 2022     | Toronto Raptors | 6  | 6  | 36,1 | 47,6 | 34,1 | 75,0 | 4,0 | 2,5 | 1,0 | 0,2 | 17,3 |
| 2024     | N.Y. Knicks     | 9  | 9  | 36,0 | 50,5 | 41,0 | 61,5 | 6,0 | 1,1 | 0,9 | 1,0 | 15,1 |
| 2025     | N.Y. Knicks     | 18 | 18 | 39,2 | 41,7 | 33,9 | 81,0 | 4,6 | 1,3 | 2,0 | 1,2 | 16,3 |
| Carriera | Carriera        | 54 | 54 | 34,8 | 46,0 | 37,3 | 73,8 | 4,8 | 1,3 | 1,2 | 0,9 | 13,5 |

#### Massimi in carriera
- Massimo di punti: 40 vs Denver Nuggets (25 novembre 2024)[6]
- Massimo di rimbalzi: 14 vs Miami Heat (29 gennaio 2022)
- Massimo di assist: 6 (4 volte)
- Massimo di palle rubate: 7 vs Denver Nuggets (1º marzo 2020)
- Massimo di stoppate: 4 (2 volte)
- Massimo di minuti giocati: 56 vs Miami Heat (29 gennaio 2022)

## Palmarès

### Club
- Campionato NBA: 1

Toronto Raptors: 2018-19

### Individuale
- NBA All-Defensive Team: 1

Second Team: 2023
- Migliore giocatore per palle rubate nella stagione NBA: (2023)